# SIG Sauer P227
SIG Sauer P227 — самозарядний пістолет, що випускається швейцарсько-німецькою компанією SIG Sauer. Вперше він був представлений в 2013 році і призначався для конкурування з новими аналогічними пістолетами під набій калібру .45 ACP, які мали більшу місткість магазина.

## Опис
Модель SIG Sauer P227 була випущена для ефективної конкуренції з аналогічними моделями інших компаній. У 2014 році, після масштабних тестувань за участю декількох виробників, поліція штату Пенсільванія стала другою після поліції штату Індіани, хто прийняв на озброєння нову модель. Контракт передбачав більше 5 000 поставок P227 до кінця 2014 року.
SIG Sauer P227 пропонується в декількох версіях:
- P227 TACOPS має 4,4-дюймовий ствол і розширений магазин (до 14 патронів);
- P227 Carry має 3,9-дюймовим ствол і поставляється з двома 10-патронними магазинами; передбачений для скритного носіння;
- P227 SAS Gen 2 має 3,9-дюймовим ствол і поставляється з двома 10-патронними магазинами; не має допоміжний рейок;
- P227 Tactical має 4,4-дюймовий ствол і поставляється з одним 10-патронним і один 14-патронним магазином.

## Конструкція
Автоматика P227, як майже усі моделі компанії, використовує віддачу короткого ходу ствола. Замикання здійснюється за допомогою ствола, який знижується, зчепленням верхнього виступу його казенної частини зі збільшеним вікном затвора-кожуха для викиду стріляних гільз. P227 використовує УСМ подвійної або одинарної дії. Зусилля спуску при самозведенні — близько 45 Н, в режимі одинарної дії — 25 H. На стволі пістолета передбачена стандартна рейка Пікатіні, на яку можна прикріпити тактичний ліхтар або лазерний цілевказівник.
Зброя має розташований з лівого боку рами важіль безпечного спуску курка. При натисканні на цей важіль він опускається вниз, піднімаючи шептало, і розчіплює його з прорізом бойового зведення курка. Під дією бойової пружини курок обертається до зчеплення прорізів запобіжного зводу із шепталом без контакту з ударником, що робить зброю зручною і безпечною в використанні. Сам ударник закривається стрижнем, який проходить через нього і утримується пружиною, і не буде рухатися навіть при падінні пістолета.